# Miklós Martin
Miklós Martin (Budapest, 29 giugno 1931 – Los Angeles, 25 marzo 2019) è stato un pallanuotista ungherese, vincitore di due medaglie d'oro alle olimpiadi di Helsinki 1952 e Melbourne 1956.